# Société américaine de physique
Pour les articles homonymes, voir APS.
La Société américaine de physique (en anglais American Physical Society, APS) est une société savante fondée le 20 mai 1899, basée aux États-Unis, active dans le domaine de la recherche scientifique en physique. 

## Prix décernés
Elle décerne chaque année de nombreux prix :
- Prix Abraham-Pais d'histoire de la physique (Abraham Pais Prize for History of Physics)
- Prix Andreï-Sakharov (en) (Andrei Sakharov Prize)
- Prix Aneesur-Rahman de physique numérique (Aneesur Rahman Prize for Computational Physics)
- Prix Arthur-Schawlow de sciences du laser (Arthur L. Schawlow Prize in Laser Science)
- Prix Dannie-Heineman de physique mathématique (Dannie Heineman Prize for Mathematical Physics)
- Prix Davisson-Germer en science des surfaces (Davisson-Germer Prize in Atomic or Surface Physics)
- Prix Earle-Plyler de spectroscopie moléculaire (Earle K. Plyler Prize for Molecular Spectroscopy)
- Prix Einstein (Einstein Prize)
- Prix de dynamique des fluides (Fluid Dynamics Prize)
- Prix Frank-Isakson (Frank Isakson Prize for Optical Effects in Solids)
- Prix George-E.-Pake (en) (George E. Pake Prize)
- Prix George Valley Jr. (George E. Valley, Jr. Prize)
- Prix Hans-Bethe (Hans A. Bethe Prize)
- Prix Herbert-P.-Broida (Herbert P. Broida Prize)
- Prix I.-I.-Rabbi (I.I. Rabi Prize in Atomic, Molecular and Optical Physics)
- Prix Irving-Langmuir (Irving Langmuir Prize in Chemical Physics)
- Prix James-C.-McGroddy pour les nouveaux matériaux (James C. McGroddy Prize for New Materials)
- Prix James Maxwell (James Clerk Maxwell Prize for Plasma Physics)
- Prix Lilienfeld (Julius Edgar Lilienfeld Prize)
- Prix LeRoy-Apker (en) (Prize for a Faculty Member for Research in an Undergraduate Institution)
- Prix Lars-Onsager (Lars Onsager Prize)
- Prix Max-Delbruck (Max Delbruck Prize in Biological Physics)
- Prix Oliver-E.-Buckley de matière condensée (Oliver E. Buckley Condensed Matter Prize)
- Prix Otto Laporte[1] (Otto Laporte Award), créé en 1972 et fusionné en 2004 avec le prix de dynamique des fluides
- Prix Panofsky en physique expérimentale des particules (W.K.H. Panofsky Prize in Experimental Particle Physics)
- Prix de physique des polymères (Polymer Physics Prize)
- (Prize for Industrial Applications of Physics)
- Prix Robert-R.-Wilson (Robert R. Wilson Prize for Achievement in the Physics of Particle Accelerators)
- Prix Sakurai (J. J. Sakurai Prize for Theoretical Particle Physics)
- Prix Tom W. Bonner en physique nucléaire (Tom W. Bonner Prize in Nuclear Physics)
- Prix Will-Allis (Will Allis Prize for the Study of Ionized Gases)

## Polémique de 2010
En 2010, après que l'APS a publié une déclaration concernant le changement climatique (novembre 2007), Harold Lewis, professeur émérite de physique et ancien directeur du département de physique de l'université de Californie à Santa Barbara, fait parvenir une lettre de démission, mentionnant que l'APS est « corrompue » par le « torrent d'argent » issu des subventions gouvernementales. Sa lettre avance que la mission de l'organisme est passé de la recherche du progrès scientifique à la suppression des données scientifiques dans le but de recevoir encore plus de subventions. La majeure partie de sa lettre critique l'organisme pour sa participation à la « fraude du réchauffement climatique profitant de (littéralement) milliards de dollars qui a corrompu tant de scientifiques et qui a auparavant emporté l'APS comme une vague traitresse ». Il ajoute que la perte de cet argent serait dévastateur pour cet organisme,. Dans sa lettre ouverte au président de l'APS, Lewis qualifie la « fraude du réchauffement climatique » comme « la plus grande et la mieux réussie de toutes les fraudes pseudoscientifiques que j'ai observées pendant ma longue carrière de physicien »,.
Vers la fin de 2010, Lewis joint l’Academic Advisory Council de la Global Warming Policy Foundation (GWPF), qui a publié sa lettre de démission en octobre 2010. L'APS a répliqué en critiquant les accusations de Lewis, tout en défendant sa politique.